# بحيرة انديان (مقاطعة هاميلتون -نيويورك)
بحيرة انديان، عبارة عن خزان بطول 12 ميلاً (19 كم)، 4255 فدان (1722 هكتار) مع اتجاه جنوب غربي إلى شمال شرق في بلدات انديان ليك والبحيره الممتعه في مقاطعة هاميلتون، في منتزه آديرونداك ‏ في ولاية نيويورك، في الولايات المتحده. تقع قرية انديان ليك ‏ على بعد ميلين (3.2 كم) شمال الطرف الشمالي لبحيرة الهند. يمتد طريق ولاية نيويورك 30 ‏ على طول الشاطئ الغربي للبحيرة. معظم الشاطئ جزء من محمية الغابات. يتم تغذية انديان ليك من نهر جيسوب، ويتم تصريفها عبر النهر الهندي ‏ إلى بحيرة أباناكي، ومن هناك عبر النهر الهندي إلى نهر هدسون.
تدير ولاية نيويورك موقعاً للتخييم يقدم مواقع للتخييم في انديان ليك، ومعظمها في الجزر، التي لا يمكن الوصول إليها إلا بواسطة القوارب. يقع المخيم على بعد 12 ميلاً جنوب قرية انديان ليك في NY 30، وهي مفتوح من منتصف مايو حتى يوم كولومبوس.
اشتهرت البحيرة بأغنية البوب «انديان ليك» عام 1968 التي قدمتها عائلة كوزيلز.

## الروافد والمواقع
- جزيرة المعسكر – جزيرة تقع بجوار معسكر جزر انديان ليك. لديه موقع للتخييم في الجزيرة
- جزيرة نقطة المنشعب– جزيرة تقع شمال جزيرة المعسكر. يوجد موقع للتخييم في الجزيرة.
- جزيرة دوهرتي – جزيرة تقع عند دخول جدول دوهرتي إلى البحيرة. يوجد مخيم في الجزيرة.
- الجزيرة الخضراء – جزيرة تقع جنوب جزيرة دوهرتي. يوجد مخيم في الجزيرة.
- خليج جون ماك – خليج بحيرة يقع بالقرب من جزيرة موس.
- جزيرة كيربن – جزيرة تقع في نورمان كوف.
- جزيرة موس – جزيرة تقع عند مصب خليج نهر جيسوب. أكبر جزيرة في البحيرة. يوجد موقع للتخييم في الجزيرة.
- نورمان كوف – خليج من البحيرة يقع على الشاطئ الشرقي مقابل السبيل.
- نقطة بوبلار – نقطة تقع بين أفواه ويلو بروك وفوركس بروك.

## صيد السمك
أنواع الأسماك الموجودة في البحيرة هي سمك السلمون المرقط، سمك السلمون المرقط، سمك السلمون المرقط البني، سمك السلمون غير الساحلي، قاروس ذو فم صغير ‏، سمك الكراكي الشمالي، سمك البحيرة الأبيض، البلهد الأسود، سمك الفرخ الأصفر، والسمك، وسمك بذور الشمس، والمصاص الأبيض. هناك منحدر سطحي صلب مملوك للدولة في المخيم قبالة NY-30، على بعد 14 ميلاً شمال سبيكولاتور ، نيويورك. تتوفر أيضًا خدمه تأجير القوارب ومرسى.

## معرض الصور

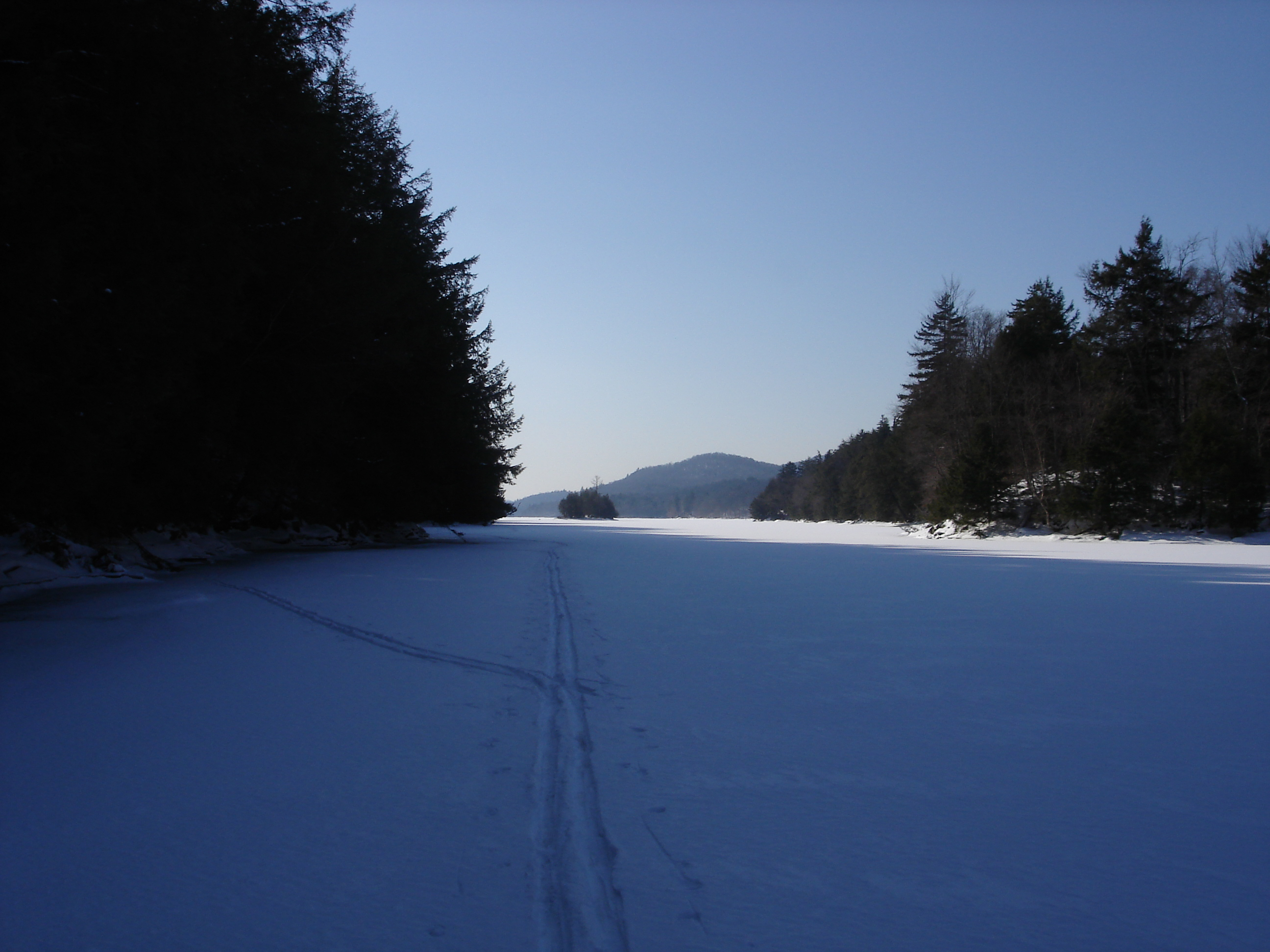

تضيق انديان ليك في الشتاء.

## روابط خارجية
- New York State Department of Environmental Conservation - Indian Lake Islands Campground